# Камышовая (приток Лютоги)
Камышовая — река в России, на острове Сахалин, правый приток реки Лютога.
Впадает в реку Лютога за 78 км от её устья, в посёлке Чапланово, протекает по территории Холмского городского округа Сахалинской области. В долине реки в прошлом располагались железная дорога Холмск — Южно-Сахалинск и пристанционный посёлок Камышёво.
Длина реки составляет 12 км, площадь водосборного бассейна — 16,3 км². Общее направление течения — с запада на восток.

## Данные водного реестра
По данным государственного водного реестра России относится к Амурскому бассейновому округу.
Код объекта в государственном водном реестре — 20050000212118300006427.